# 濵田圭司

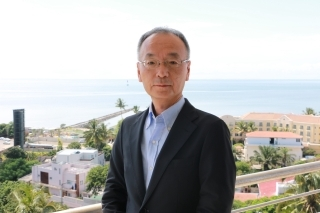
在モザンビーク日本国大使館ウェブページより

濵田 圭司（はまだ けいじ、1960年〈昭和35年〉5月10日 - ）は、鳥取県出身の日本の外交官。漢字表記は浜田圭司とも。
中南米局南米課地域調整官、在クリチバ総領事などを経て、2023年12月から駐モザンビーク大使を務める。

## 略歴
- 1984年　外務省専門職員採用試験合格
- 1985年4月　外務省入省
- 2010年3月　青山学院大学大学院国際政治経済学研究科修士課程修了
- 2011年7月　在モザンビーク日本国大使館 一等書記官
- 2014年5月　在ボツワナ日本国大使館 一等書記官（次席館長[2]）
- 2017年4月　在ブラジル日本国大使館 一等書記官（兼在ベレン領事事務所長[3]）
- 2021年4月　中南米局南米課 課長補佐
- 2021年5月　中南米局南米課地域調整官
- 2021年9月　在クリチバ日本国総領事館 総領事
- 2023年12月　モザンビーク国駐箚 特命全権大使